# Illusion

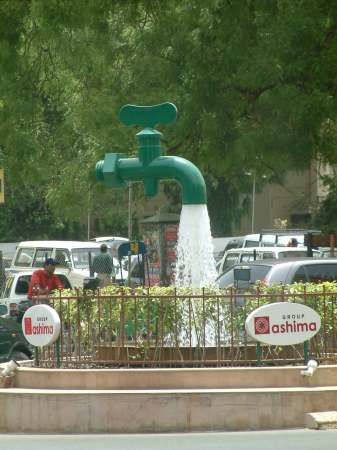
Eine Illusion als falsche Wahrnehmung: Scheinbar schwebt der Flying-Tap-Brunnen in Ahmedabad in der Luft, tatsächlich wird er aber durch ein Rohr gestützt, das sich – schlecht sichtbar – in der Mitte des Wasserstrahls befindet

Im engeren Wortsinn ist eine Illusion eine falsche Wahrnehmung der Wirklichkeit. In einem weiteren Wortsinn werden auch falsche Interpretationen und Urteile als Illusion bezeichnet.

## Psychologie / Psychiatrie
In der psychiatrischen Fachsprache wird unter einer Illusion eine Sinnestäuschung verstanden. In Fällen, in denen bei der Wahrnehmung wirklich Vorhandenes als etwas anderes erlebt oder für anderes gehalten wird, als es allgemein angenommen zu sein scheint, wird von „illusionärer Verkennung“ gesprochen. Illusionen stellen damit eine verfälschte wirkliche Wahrnehmung dar. So wird z. B. ein Baumstumpf als eine sich hinkauernde Gestalt verkannt oder die zweidimensionale Abbildung eines Gegenstandes mit dem dreidimensionalen Gegenstand selbst verwechselt. Illusionen unterscheiden sich deutlich von Halluzinationen, die Wahrnehmungserlebnisse darstellen und damit wie Sinneseindrücke erlebt werden, obwohl sie auf keine entsprechende Reizquelle bezogen werden können. Als Wahn bis hin zur Wahnwahrnehmung wird dagegen nicht eine Wahrnehmung, sondern eine Fehlbeurteilung der Realität bezeichnet, sozusagen eine falsche Meinung darüber, die – ähnlich einer festen Überzeugung oder fixen Idee – mit einer von der konkreten Erfahrung unabhängigen Gewissheit vertreten wird. An dieser wird gleichzeitig mit unbeeinflussbarer, unerschütterlicher Sicherheit festgehalten, auch wenn sie im Widerspruch zur Wirklichkeit und selbst zur bisherigen eigenen Erfahrung einschließlich der von anderen Menschen und deren gesamten Denken und Meinen steht.

### Theorie der Illusion
Zur Theorie der Illusion hat Wilhelm Wundt (1832–1920) auf den psychophysiologischen Mechanismus der Assimilation hingewiesen.

## Kunst, Technik und Zauberkunst

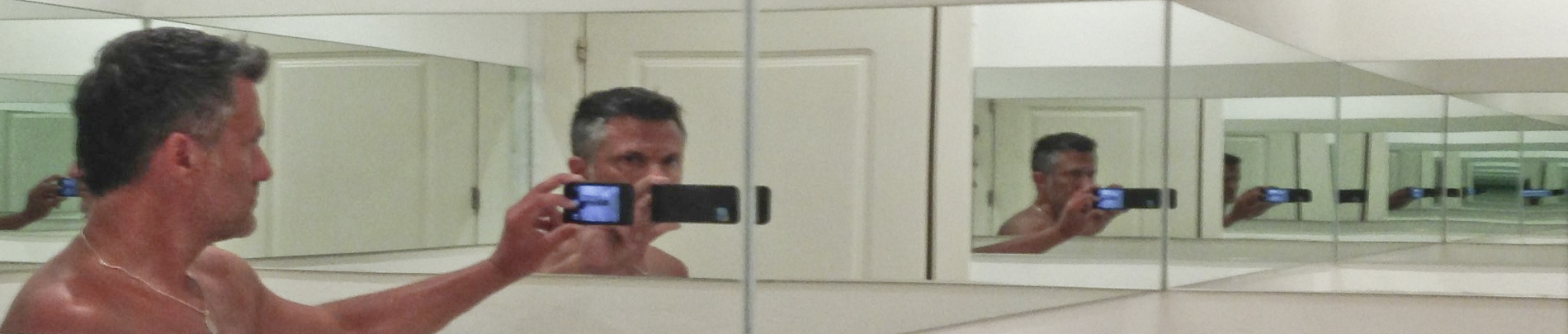
Ein Eckspiegel erzeugt eine Illusion auf Basis einer optischen Realität, die vom Gehirn falsch interpretiert wird. Der wenige Meter lange Raum scheint nach hinten nicht zu enden.

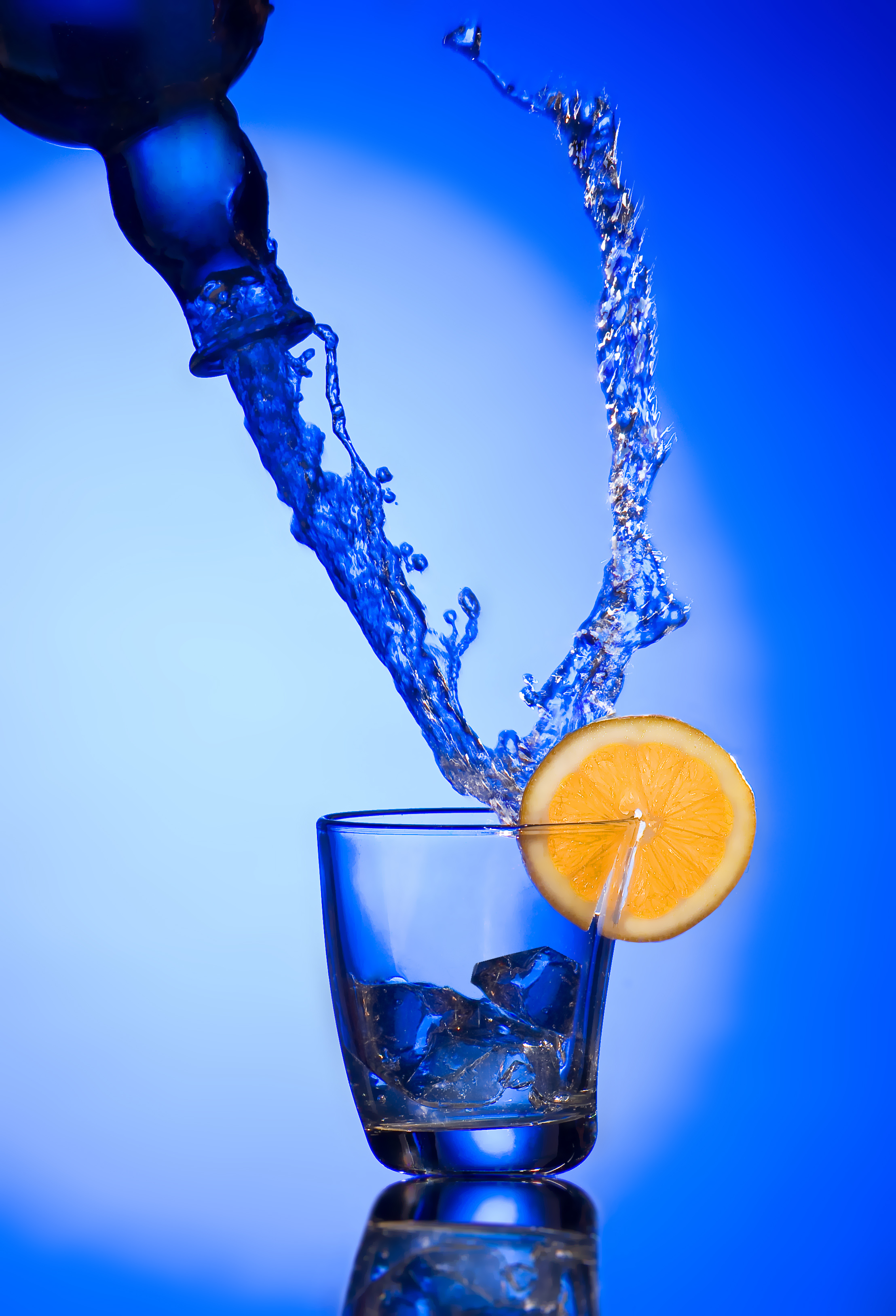
Schwerkraft umgekehrt – ein durch nachträgliche Fotobearbeitung möglicher Effekt